# Tibetia yunnanensis
Tibetia yunnanensis là một loài thực vật có hoa trong họ Đậu. Loài này được (Franch.) H.P.Tsui miêu tả khoa học đầu tiên.